# Yushania rolloana
Yushania rolloana är en gräsart som först beskrevs av James Sykes Gamble, och fick sitt nu gällande namn av Tong Pei Yi. Yushania rolloana ingår i släktet yushanior, och familjen gräs. Inga underarter finns listade i Catalogue of Life.